# Super Mario Bros.: The Lost Levels
Super Mario Bros.: The Lost Levels (originalmente titulado Super Mario Bros. 2, también conocido como Super Mario Bros. 2: For Super Players) es un videojuego de plataformas desarrollado por Nintendo R&D4 y publicado por Nintendo en 1986. Una secuela de Super Mario Bros. (1985), se lanzó originalmente en Japón para el Family Computer Disk System como Super Mario Bros. 2 el 3 de junio de 1986. Nintendo of America lo consideró demasiado difícil para su público norteamericano y estreno una secuela alternativa, también titulada Super Mario Bros. 2, en 1988. El juego pasó a llamarse The Lost Levels y se publicó por primera vez en 1993 en el recopilatorio Super Mario All-Stars de Super Nintendo Entertainment System de 1993. Desde entonces, se ha portado para Game Boy Color, Game Boy Advance, además de reeditarse mediante emulación para Wii, Nintendo 3DS, Wii U y Nintendo Switch.
The Lost Levels es similar a su predecesor en estilo y mecánica, con los jugadores controlando a Mario o Luigi para rescatar a la Princesa Peach de Bowser. Añade un mayor nivel de dificultad y Luigi se controla de forma ligeramente distinta a Mario, con una menor fricción con el suelo y una mayor altura de salto. Lost Levels también introduce obstáculos como potenciadores de hongos venenosos, deformaciones de escenarios contraproducentes y ráfagas de viento en mitad del aire. Tiene treinta y dos niveles en ocho mundos y veinte de bonificación.
Los críticos consideraron The Lost Levels como una extensión del título anterior, especialmente en lo que respecta a la dificultad. Los periodistas apreciaron el reto que suponía a la hora de ver speedruns y lo reconocieron como precursor de la subcultura Kaizo de la franquicia, en la que los fans crean y comparten hacks de ROM con escenarios casi imposibles. Esta secuela dio a Luigi sus primeros rasgos de carácter e introdujo el objeto hongo venenoso, que desde entonces se ha utilizado en toda la franquicia Mario. The Lost Levels fue el juego más popular del Disk System, de la que vendió unos 2,5 millones de copias. Se recuerda entre los más difíciles de Nintendo.

## Jugabilidad
The Lost Levels es un videojuego de plataformas de desplazamiento lateral en 2D similar en estilo y jugabilidad al Super Mario Bros. de 1985, excepto por un aumento de  dificultad. Como en el original, Mario —o Luigi— se aventura a rescatar a la princesa Peach de Bowser. El jugador salta entre plataformas, evita enemigos y obstáculos, encuentra secretos —como zonas warp y enredaderas verticales— y recolecta potenciadores como el champiñón —que hace crecer a Mario—, la Flor de Fuego —que permite a Mario lanzar bolas de fuego— y la estrella de la invencibilidad. A diferencia del original, no hay un modo para dos jugadores, pero en la pantalla de título se puede elegir entre Mario o Luigi. Sus habilidades se diferencian por primera vez: Luigi, diseñado para jugadores habilidosos, tiene menos fricción con el suelo y mayor altura de salto, mientras que Mario es más rápido.
The Lost Levels continúa la progresión de dificultad de Super Mario Bros. Introduce obstáculos que incluyen champiñones venenosos, deformaciones de nivel que hacen que el jugador retroceda más en el juego y ráfagas que redirigen al usuario en el aire. El hongo venenoso, en particular, funciona como un antihongo, encogiendo o matando al personaje. Algunos niveles requieren precisión de «una fracción de segundo» y otros requieren que el personaje salte sobre bloques invisibles. También hubo algunos cambios gráficos, aunque sus bandas sonoras son idénticas. Después de cada pelea con un jefe, un Toad le dice a Mario que «nuestra princesa está en otro castillo». El juego principal tiene treinta y dos niveles en ocho mundos y cinco mundos adicionales. Se puede acceder a un Mundo 9 oculto si el jugador no usa una zona warp. Se puede acceder a los mundos adicionales A a D cuando se juega el título ocho veces, para un total de cincuenta y dos niveles.

## Desarrollo
El Super Mario Bros. original se lanzó en Norteamérica en octubre de 1985. Al desarrollar una versión para la máquina recreativa que funciona con monedas de Nintendo, la VS. System, el equipo experimentó con diseños de niveles nuevos y desafiantes. Disfrutaron estos nuevos niveles y pensaron que los devotos de Super Mario también lo harían. Shigeru Miyamoto, quien creó la franquicia de Mario y dirigió Super Mario Bros., ya no tenía tiempo para diseñar juegos por sí mismo, dadas sus responsabilidades al frente de la división R&D4 de Nintendo y su trabajo en The Legend of Zelda. La secuela de Super Mario fue delegada al asistente de dirección de su predecesor, Takashi Tezuka, como su debut en director. Trabajó con Miyamoto y el equipo de I+D4 para desarrollar una secuela basada en la misma tecnología subyacente, que incluye algunos niveles directamente de Vs. Super Mario Bros.
The Lost Levels, lanzado originalmente en Japón como Super Mario Bros. 2 el 3 de junio de 1986, era similar en estilo a Super Mario Bros. pero mucho más difícil: «clavos de diamantes duros», como Jon Irwin lo describió en el libro Boss Fight Books. Tezuka sintió que los jugadores japoneses habían dominado el juego original, por lo que necesitaban una secuela más desafiante. Reconociendo que el título podría ser demasiado difícil para los recién llegados, el equipo etiquetó el empaque del juego: «For Super Players». También agregaron un truco para ganar vidas infinitas como preparación para la dificultad del juego. Los comerciales de The Lost Levels en Japón mostraban a jugadores que fallaban en el juego y gritaban de frustración frente a su televisor. Después de Zelda, The Lost Levels fue el segundo lanzamiento del Famicom Disk System, una unidad de disco externa complementaria con discos más espaciosos y menos costosos que los cartuchos de Famicom.
Cuando se evaluó para su lanzamiento fuera de Japón, Nintendo of America creyó que The Lost Levels era demasiado difícil y frustrante para el mercado estadounidense en recuperación y rechazó su lanzamiento. Howard Phillips, quien evaluó juegos para el presidente de Nintendo of America, Minoru Arakawa, sintió que era injustamente difícil, incluso más allá del apodo no oficial de «Nintendo Hard» que a veces obtenían las otras entregas de la compañía. Su opinión era que The Lost Levels no se vendería bien en el mercado estadounidense. «Pocos juegos fueron más frustrantes», recordó más tarde. «No divertirse es malo cuando eres una empresa que vende diversión».
En cambio, Nintendo lanzó una versión modificada de Doki Doki Panic como el Super Mario Bros. 2 de la región en octubre de 1988. Doki Doki Panic había sido desarrollado originalmente por Kensuke Tanabe. Tanabe recibió instrucciones de usar personajes de Yūme Kojo '87 y salió a la venta en Japón como un juego independiente el 10 de julio de 1987. Los personajes y las ilustraciones de Doki Doki Panic se modificaron para que coincidieran con Super Mario Bros. El lanzamiento con piel se hizo conocido como la «gran aberración» en la serie Super Mario. El Super Mario Bros. 2 estadounidense se lanzó más tarde en Japón como Super Mario USA.

## Relanzamientos

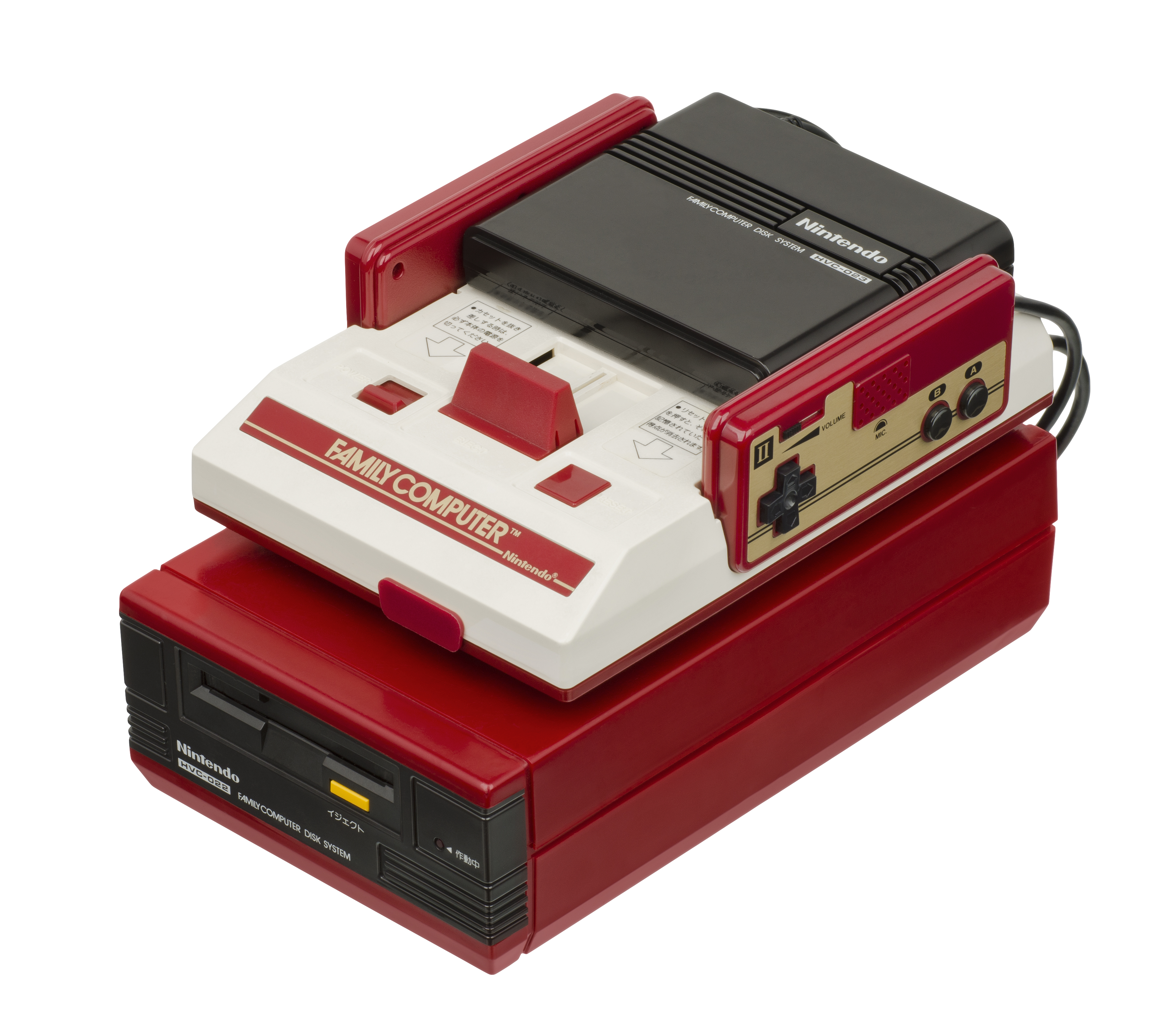
The Lost Levels fue el segundo juego lanzado para Famicom Disk System —adjunto debajo de una Famicom, como se muestra en la imagen—.

Nintendo «limpió» partes del Super Mario Bros. 2 japonés y lo lanzó en colecciones posteriores de Super Mario como The Lost Levels. Su debut en América del Norte en la colección Super Mario All-Stars (1993) para Super Nintendo Entertainment System presentó gráficos actualizados —incluida una mayor visibilidad del hongo venenoso— y puntos de control más frecuentes para guardar el progreso. Según los desarrolladores de All-Stars, la compilación se creó porque Miyamoto sintió que The Lost Levels no había llegado a una audiencia amplia y quería que más personas la experimentaran. All-Stars se volvió a publicar como una edición limitada para la consola Nintendo Wii en recuerdo del 25.° aniversario de Super Mario Bros. en 2010. The Lost Levels se editó para adaptarse a la pantalla portátil de Game Boy Color como una bonificación desbloqueable en Super Mario Bros. Deluxe (1999): la pantalla visible se recorta y se omiten algunas características, como el viento y cinco mundos adicionales. The Lost Levels se volvió a publicar en 2004 para Game Boy Advance en el tercer volumen de los cartuchos de compilación Famicom Mini exclusivos para Japón de Nintendo.
La plataforma digital de la Consola Virtual introdujo en América del Norte el lanzamiento japonés sin editar de 1986. The Lost Levels se lanzó para varias plataformas de Nintendo: la Consola Virtual de Wii en 2007 —parcialmente en apoyo del Festival Hanabi de Nintendo—, la 3DS en 2012, la Wii U en 2013, y el catálogo de NES de Switch en 2019. Las compilaciones de juegos clásicos de Nintendo de 2014 NES Remix 2 —Wii U— y Ultimate NES Remix —3DS— incluyeron selecciones de The Lost Levels. Para el 35.º aniversario de la serie, a finales de 2020, Nintendo incluyó The Lost Levels en un dispositivo Game & Watch de edición limitada.

## Recepción y legado
En el momento de su lanzamiento, The Lost Levels encabezó las listas de éxitos de Famicom Tsūshin. Fue el más popular del Disk System, al cual vendió alrededor de 2,5 millones de copias. Los críticos retrospectivos vieron a The Lost Levels como una expansión del original, similar a los niveles de desafío adicionales agregados al final. A pesar de sus similitudes, la secuela se distingue por su notoria dificultad. 1001 videojuegos que debes jugar antes de morir lo resumió como «familiar y misterioso» y «simplemente bastante injusto». The Lost Levels reemplazó los diseños de niveles accesibles del original con «carreras de obstáculos increíblemente difíciles» como si estuvieran diseñados para frustrar y castigar intencionalmente a los jugadores comenzando con su primer hongo venenoso.
Los revisores retrospectivos recomendaron el juego para aquellos que dominaron el original o para los que apreciarían un desafío doloroso. Los fanáticos casuales de Mario, escribió GameZone, no lo encontrarían mucho para disfrutar. El crítico de Nintendo Life sintió que, si bien el original fue diseñado para la imprudencia, su secuela enseñó paciencia y, a pesar de su dificultad, siguió siendo «diabólicamente inteligente» y divertida. Por otro lado, GamesRadar sintió que era un recauchutado aburrido y poco original, y además de su dificultad «sin sentido cruel», no digno del tiempo del jugador. GamesRadar e IGN estuvieron de acuerdo con la elección de Nintendo of America de no lanzar el juego más difícil en la década de 1980, aunque Eurogamer pensó que The Lost Levels era «técnicamente un juego mucho mejor» que el basado en Doki Doki Panic Super Mario Bros. 2.
The Lost Levels es recordado entre los juegos más difíciles de Nintendo y en el medio de los videojuegos. Tres décadas después del lanzamiento del juego, Kotaku escribió que la exigente precisión del jugador requerida en The Lost Levels hizo que las partidas rápidas —speedruns— fueran «notablemente divertidas» de ver. NES Remix 2 (2014), una compilación para Wii U, segmentó de manera similar a The Lost Levels en desafíos de carrera rápida, lo que hizo que el juego desafiante fuera más aceptable. Muchos años después del lanzamiento de The Lost Levels, los fanáticos de la serie modificaron los juegos de Mario para desafiarse unos a otros con niveles casi imposibles. Los desafíos de The Lost Levels presagiaron la comunidad Kaizo y, según IGN, The Lost Levels tiene más en común con esta subcultura que con la propia serie de Mario. De hecho, la secuela se recuerda como una oveja negra en la franquicia y un recordatorio de la jugabilidad desequilibrada en la historia de Nintendo.
Luigi recibió sus primeros rasgos distintivos de carácter en The Lost Levels: menos fricción con el suelo y la capacidad de saltar más lejos. IGN consideró que este cambio era el más significativo del juego, aunque los controles permanecieron «apretados» y «lisiados» con cualquiera de los personajes. El elemento de hongo venenoso, con sus efectos de deterioro del carácter, se convirtió en un elemento básico de la franquicia Mario. Algunos de los niveles perdidos aparecieron en un lanzamiento promocional de 1986 de Super Mario Bros., en el que Nintendo modificó los recursos del juego para adaptarlos a los temas del programa de radio japonés All Night Nippon. Los periodistas han clasificado The Lost Levels entre los menos importantes de la serie Mario y de los mejores juegos de Nintendo.